# Der Bischof (Tschechow)

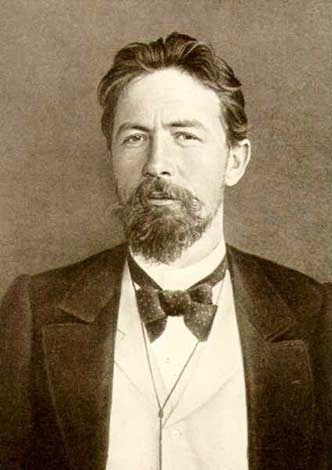
Anton Tschechow

Der Bischof (russisch Архиерей, Archijerei) ist die vorletzte Erzählung des russischen Schriftstellers Anton Tschechow, die im Aprilheft 1902 der Zeitschrift Schurnal dlja wsech erschien.
Seine Eminenz Bischof Pjotr stirbt kurz vor dem „lauten, freudigen“ Frühlingsfest Ostern.
Der Text wurde zu Lebzeiten des Autors 1904 ins Polnische übertragen (Archierej).

## Inhalt
Bischof Pjotrs Vorfahren waren Diakone. Er war früher auf dem Priesterseminar drei Jahre Griechischlehrer und dann Mönch sowie Inspektor geworden. Als Zweiunddreißigjähriger wurde er promoviert und Archimandrit. Acht Jahre hatte Pjotr sorgenfrei im Ausland gelebt.
Schon während der Messe im Staro-Petrowski-Kloster am Abend vor Palmsonntag fühlt sich Bischof Pjotr unwohl. Das Atmen fällt ihm schwer und die Beine zittern. Eine der Frauen, die den Palmzweig von ihm entgegennimmt, kommt ihm gerade so wie seine leibliche Mutter Marija Timofejewna vor. Aber er ist sich unsicher. Vor neun Jahren hatte er die Mutter das letzte Mal gesehen. Als sich der Bischof endlich in seiner Wohnung von der strapaziösen Leitung des Gottesdienstes ausruhen kann, wird ihm gemeldet, seine Mutter sei in Begleitung ihrer Enkelin Katja angereist und in einer Herberge untergekommen. Der Bischof lacht erfreut. Nachdem er sich zur Nachtruhe begeben hat, steigen die Bilder der Kindheit – allesamt aus dem Heimatdorf Lessopolje – vor seinem geistigen Auge auf. Bereits damals wurde er Bischof Pjotr genannt.
Der Bischof Pjotr hat noch einen Besucher – den 70-jährigen Mönchspriester Sissoi. Mit diesem ehemaligen Verwalter beim Eparchialbischof unterhält er sich über Angelegenheiten der Klosterverwaltung. Bischof Pjotr muss den erkrankten Eparchialbischof vertreten. Dabei fühlt sich Pjotr selbst elend und fiebrig. Vater Sissoi kann mit Vorgesetzten umgehen; hat bereits elf Bischöfe überlebt. Er reibt den Bischof Pjotr mit Kerzentalg ein.
Als Bischof Pjotr am Gründonnerstag die Messe in der Kathedrale zelebriert, werden die Beschwerden unerträglich. Auch Nichte Katja kann den Geistlichen später in seiner Wohnung nicht aufheitern. Über seine Mutter muss er sich sogar ärgern. Marija Timofejewna siezt ihn, während sie sich gegenüber Fremden ganz natürlich gibt.
Als Bischof Pjotr Darmbluten bekommt, diagnostiziert der herbeigeeilte Klosterarzt Unterleibstyphus. Die Mutter tritt ans Sterbebett und gibt ihre Reserviertheit auf. Pjotr stirbt letztlich am Karsamstag.
Eine Zeit danach – der Bischof ist längst vergessen – lebt die Mutter bei ihrem Schwiegersohn. Als sie dort vor anderen Frauen über ihrer Kinder spricht, erwähnt sie mitunter zaghaft, dass ihr verstorbener Sohn Bischof gewesen war. Nicht alle Frauen glauben ihr das.

## Adaption
- 16. Juli 2004, Badenweiler: Kantate Der Bischof.[5]

## Rezeption
- Mit dem Sterben des Bischofs in der Karwoche habe Anton Tschechow den Vorabend des eigenen Todes beschrieben.[6]
- 13. Oktober 1961, Ludolf Müller in der Zeit: Sophie Laffitte meint in ihrer Monographie, zwar habe Anton Tschechow die Selbstdarstellung sonst tunlichst gemieden, doch in dem späten Text „habe er sich ganz mitgeteilt“[7].

## Deutschsprachige Ausgaben
- Wolf Düwel (Hrsg.): Anton Tschechow: Die Dame mit dem Hündchen. Meistererzählungen. (enthält: Die Gattin. Anna am Halse. Weißstirnchen. Der Mord. Ariadna. Das Haus mit dem Zwischenstock. Mein Leben. Die Bauern. Der Petschenege. In der Heimat. Auf dem Wagen. Bei Bekannten. Der Mensch im Futteral. Die Stachelbeeren. Von der Liebe. Jonytsch. Ein Fall aus der Praxis. Herzchen. Das Neue Landhaus. Auf der Dienstreise. Zur Weihnachtszeit. In der Schlucht. Der Bischof. Die Braut). 612 Seiten. Rütten & Loening, Berlin 1967 (1. Aufl.)

### Verwendete Ausgabe
- Der Bischof. Deutsch von Gerhard Dick. S. 225–241 in: Tschechow. Ein Lesebuch für unsere Zeit. Auswahl und Einleitung von Wolf Düwel. 376 Seiten. Aufbau-Verlag Berlin und Weimar 1987, ISBN 3-351-00577-6[8]

### Sekundärliteratur
- Sophie Laffitte: Anton Tschechow in Selbstzeugnissen und Bilddokumenten. rowohlts monographien Band 38, Rowohlt Verlag, Reinbek 1960